# Screen Actors Guild Award de la meilleure distribution pour une série télévisée comique

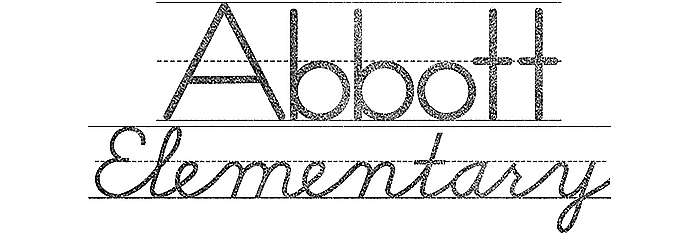
Abbott Elementary, série lauréate de l'édition 2023.

Le Screen Actors Guild Award de la meilleure distribution pour une série télévisée comique (Screen Actors Guild Award for Outstanding Performance by an Ensemble in a Comedy Series) est le prix remis chaque année depuis 1995 par la Screen Actors Guild.

## Palmarès

### Années 1990
- 1995 : Seinfeld
  - Frasier
  - Dingue de toi (Mad About You)
  - Murphy Brown
  - Bienvenue en Alaska (Northern Exposure)
- 1996 : Friends
  - Cybill
  - Frasier
  - Dingue de toi (Mad About You)
  - Seinfeld
- 1997 : Seinfeld
  - Frasier
  - Dingue de toi (Mad About You)
  - Remember WENN
  - Troisième planète après le Soleil (3rd Rock from the Sun)
- 1998 : Seinfeld
  - Ally McBeal
  - Frasier
  - Dingue de toi (Mad About You)
  - Troisième planète après le Soleil (3rd Rock from the Sun)
- 1999 : Ally McBeal
  - Tout le monde aime Raymond (Everybody Loves Raymond)
  - Frasier
  - Friends
  - Troisième planète après le Soleil (3rd Rock from the Sun)

### Années 2000
- 2000 : Frasier
  - Ally McBeal
  - Tout le monde aime Raymond (Everybody Loves Raymond)
  - Friends
  - Sports Night
- 2001 : Will et Grace (Will and Grace)
  - Ally McBeal
  - Frasier
  - Friends
  - Sex and the City
- 2002 : Sex and the City
  - Tout le monde aime Raymond (Everybody Loves Raymond)
  - Frasier
  - Friends
  - Will et Grace (Will and Grace)
- 2003 : Tout le monde aime Raymond (Everybody Loves Raymond)
  - Frasier
  - Friends
  - Sex and the City
  - Will et Grace (Will and Grace)
- 2004 : Sex and the City
  - Tout le monde aime Raymond (Everybody Loves Raymond)
  - Frasier
  - Friends
  - Will et Grace (Will and Grace)
- 2005 : Desperate Housewives
  - Arrested Development
  - Tout le monde aime Raymond (Everybody Loves Raymond)
  - Sex and the City
  - Will et Grace (Will and Grace)
- 2006 : Desperate Housewives
  - Arrested Development
  - Boston Justice (Boston Legal)
  - Larry et son nombril (Curb Your Enthusiasm)
  - Earl (My Name Is Earl)
- 2007 : The Office
  - Desperate Housewives
  - Entourage
  - Ugly Betty
  - Weeds
- 2008 : The Office
  - Desperate Housewives
  - Entourage
  - 30 Rock
  - Ugly Betty
- 2009 : 30 Rock
  - Desperate Housewives
  - Entourage
  - The Office
  - Weeds

### Années 2010
- 2010 : Glee
  - 30 Rock
  - Larry et son nombril (Curb Your Enthusiasm)
  - Modern Family
  - The Office
- 2011 : Modern Family
  - 30 Rock
  - Glee
  - Hot in Cleveland
  - The Office
- 2012 : Modern Family
  - 30 Rock
  - The Big Bang Theory
  - Glee
  - The Office
- 2013 : Modern Family
  - 30 Rock
  - The Big Bang Theory
  - Glee
  - Nurse Jackie
  - The Office
- 2014 : Modern Family
  - 30 Rock
  - Arrested Development
  - The Big Bang Theory
  - Veep
- 2015 : Orange Is the New Black
  - The Big Bang Theory
  - Brooklyn Nine-Nine
  - Modern Family ♕
  - Veep
- 2016 : Orange Is the New Black
  - The Big Bang Theory
  - Key & Peele
  - Modern Family
  - Transparent
  - Veep
- 2017 : Orange Is the New Black
  - The Big Bang Theory
  - Black-ish
  - Modern Family
  - Veep
- 2018 : Veep
  - Black-ish
  - Larry et son nombril (Curb Your Enthusiasm)
  - GLOW
  - Orange Is the New Black
- 2019 : Mme Maisel, femme fabuleuse (The Marvelous Mrs. Maisel)
  - Atlanta
  - Barry
  - GLOW
  - La Méthode Kominsky (The Kominsky Method)

### Années 2020
- 2020 : Mme Maisel, femme fabuleuse (The Marvelous Mrs. Maisel)
  - Barry
  - Fleabag
  - La Méthode Kominsky (The Kominsky Method)
  - Schitt's Creek

- 2021 : Bienvenue à Schitt's Creek (Schitt's Creek)
  - Dead to Me
  - The Flight Attendant
  - The Great
  - Ted Lasso

- 2022 : Ted Lasso
  - The Great
  - Hacks
  - The Kominsky Method
  - Only Murders in the Building

- 2023 : Abbott Elementary – Quinta Brunson, William Stanford Davis, Janelle James, Chris Perfetti, Sheryl Lee Ralph, Lisa Ann Walter, Tyler James Williams
  - Barry – Sarah Burns, D'Arcy Carden, Anthony Carrigan, Turhan Troy Caylak, Sarah Goldberg, Nick Gracer, Bill Hader, Jessy Hodges, Michael Irby, Gary Kraus, Stephen Root, Henry Winkler
  - The Bear – Lionel Boyce, Liza Colón-Zayas, Ayo Edebiri, Abby Elliott, Edwin Lee Gibson, Corey Hendrix, Matty Matheson, Ebon Moss-Bachrach, Jeremy Allen White
  - Hacks – Carl Clemons-Hopkins, Paul W. Downs, Hannah Einbinder, Mark Indelicato, Jean Smart, Megan Stalter
  - Only Murders in the Building – Michael Cyril Creighton, Cara Delevingne, Selena Gomez, Jayne Houdyshell, Steve Martin, Martin Short, Adina Verson

- 2024 : The Bear – Lionel Boyce, Jose Cervantes Jr., Liza Colón-Zayas, Ayo Edebiri, Abby Elliott, Richard Esteras, Edwin Lee Gibson, Molly Gordon, Corey Hendrix, Matty Matheson, Ebon Moss-Bachrach, Oliver Platt et Jeremy Allen White
  - Abbott Elementary – Quinta Brunson, William Stanford Davis, Janelle James, Chris Perfetti, Sheryl Lee Ralph, Lisa Ann Walter et Tyler James Williams
  - Barry – Anthony Carrigan, Sarah Goldberg, Zachary Golinger, Bill Hader, Andre Hyland, Fred Melamed, Charles Parnell, Stephen Root, Tobie Windham, Henry Winkler et Robert Wisdom
  - Only Murders in the Building – Gerald Caesar, Michael Cyril Creighton, Linda Emond, Selena Gomez, Allison Guinn, Steve Martin, Ashley Park, Don Darryl Rivera, Paul Rudd, Jeremy Shamos, Martin Short, Meryl Streep, Wesley Taylor, Jason Veasey et Jesse Williams
  - Ted Lasso – Annette Badland, Kola Bokinni, Edyta Budnik, Adam Colborne, Phil Dunster, Cristo Fernández, Kevin "KG" Garry, Brett Goldstein, Billy Harris, Anthony Head, Brendan Hunt, Toheeb Jimoh, James Lance, Nick Mohammed, Jason Sudeikis, Jeremy Swift, Juno Temple, Hannah Waddingham, Bronson Webb et Katy Wix

- 2025 : Only Murders in the Building (Hulu) – Michael Cyril Creighton, Zach Galifianakis, Selena Gomez, Richard Kind, Eugene Levy, Eva Longoria, Steve Martin, Kumail Nanjiani, Molly Shannon, and Martin Short
  - Abbott Elementary (ABC) – Quinta Brunson, William Stanford Davis, Janelle James, Chris Perfetti, Sheryl Lee Ralph, Lisa Ann Walter, and Tyler James Williams
  - The Bear (FX / Hulu) – Lionel Boyce, Liza Colón-Zayas, Ayo Edebiri, Abby Elliott, Edwin Lee Gibson, Corey Hendrix, Matty Matheson, Ebon Moss-Bachrach, Ricky Staffieri, and Jeremy Allen White
  - Hacks (Max) – Rose Abdoo, Carl Clemons-Hopkins, Paul W. Downs, Hannah Einbinder, Mark Indelicato, Jean Smart, and Megan Stalter
  - Shrinking (Apple TV+) – Harrison Ford, Brett Goldstein, Devin Kawaoka, Gavin Lewis, Wendie Malick, Lukita Maxwell, Ted McGinley, Christa Miller, Jason Segel, Rachel Stubington, Luke Tennie, Michael Urie, and Jessica Williams

## Statistiques

### Nominations multiples
10 : Frasier
8 : Modern Family
7 : 30 Rock, Friends, The Office, Tout le monde aime Raymond
6 : The Big Bang Theory
5 : Desperate Housewives, Sex and the City, Veep, Will et Grace
4 : Ally McBeal, Glee, Dingue de toi, Glee, Orange Is the New Black, Seinfeld
3 : Arrested Development, Entourage, Larry et son nombril, Troisième planète après le Soleil
2 : Black-ish, GLOW, Ted Lasso, Ugly Betty, Weeds

### Récompenses multiples
4 :  Modern Family
3 : Orange Is the New Black, Seinfeld
2 : Desperate Housewives, The Office, Sex and the City

## Faits marquants
- La série Boston Justice est alternativement considérée comme une série comique (2006) et comme une série dramatique (2007, 2008, 2009).
- Modern Family détient le record de victoires consécutives dans la catégorie, avec quatre SAG Awards remportés de 2011 à 2014.